# Sidekick

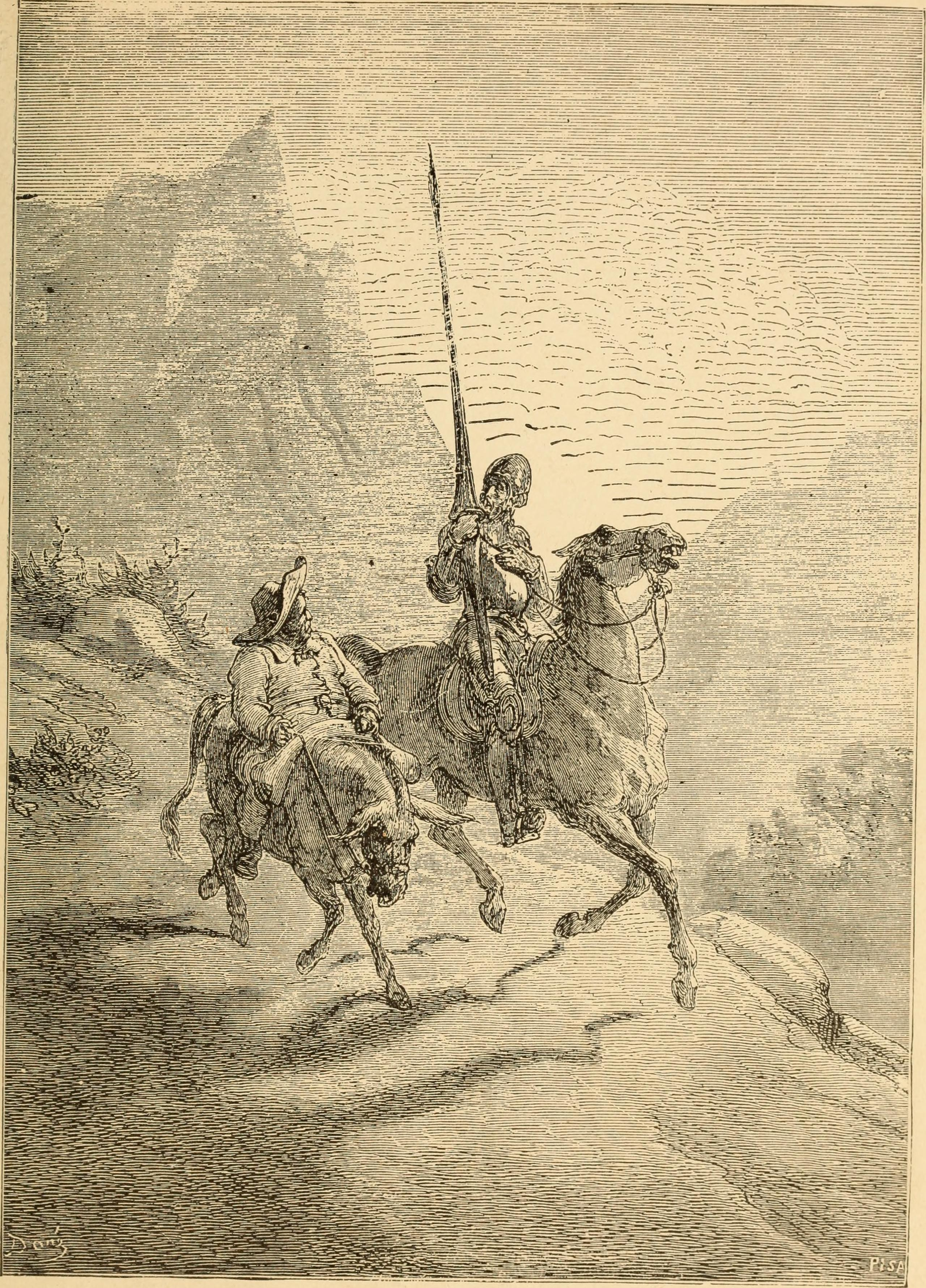
Don Quixote und Sancho Pansa, Ill. 1889

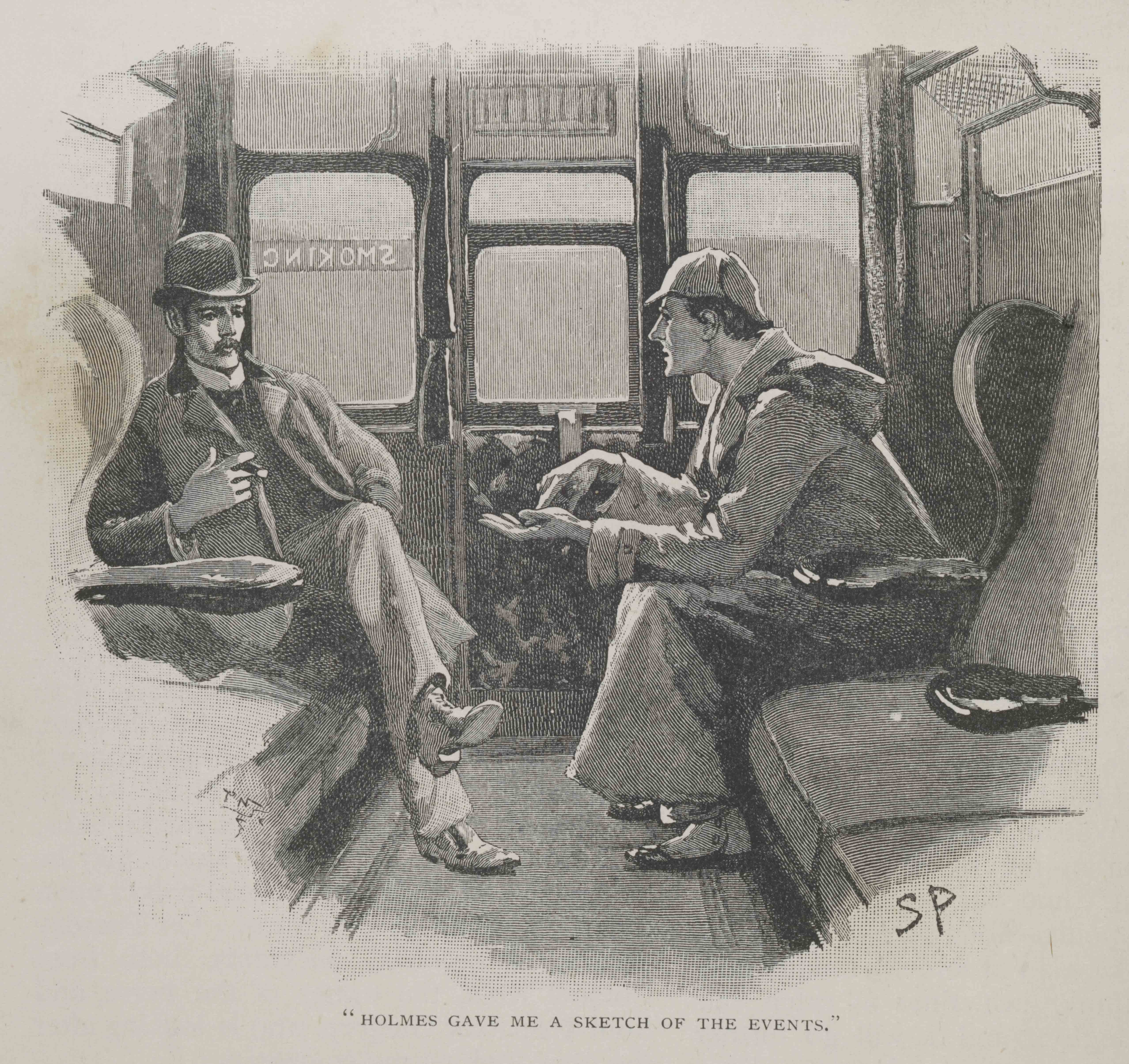
Sherlock Holmes und Doktor Watson

Der Begriff Sidekick (englisch für ‚Handlanger‘, ‚enger Freund‘) bezeichnet in der Literatur und in der darstellenden Kunst sowie im Film eine spezielle Art von Nebenrolle, meistens den Begleiter des Protagonisten.

## Sinn und Zweck
Oft hat der Sidekick die dramaturgische Aufgabe, sich vom Helden dessen Gedanken und Pläne mitteilen zu lassen, so dass der Leser oder Zuschauer auch ohne allwissenden Erzähler oder inneren Monolog von ihnen erfährt. Eine der bekanntesten literarischen Figuren ist Dr. Watson, dem Sherlock Holmes erklärt, wie er die Fälle gelöst hat.
Der Sidekick erfüllt aber auch den Zweck, die überlegenen Fähigkeiten des Helden herauszustellen. Da der Sidekick häufig bewusst als Kontrast zum talentierten Protagonisten angelegt wird, nennt man ihn in der Literatur auch den „idiot friend“.
Diejenigen Nebenfiguren, die nicht dem Helden, sondern dem Schurken zur Seite stehen, werden weniger als Sidekick, sondern eher als Schergen, Handlanger oder Lakaien bezeichnet. Das englische Äquivalent zum Schergen oder Lakaien ist der Henchman.

### Im Werk von Edgar Allan Poe
Der amerikanische Schriftsteller Edgar Allan Poe gilt u. a. als Erfinder des Detektivromans. 1841 erschien Poes erste Detektivgeschichte Der Doppelmord in der Rue Morgue, in der der französische Privatmann und verarmte Adlige C. Auguste Dupin mittels Deduktion eine grausame Tat aufklärt, die aufzuklären die Polizei nicht in der Lage war. Dupin wird dabei von einem namenlosen Ich-Erzähler begleitet, mit dem er – wie später Sherlock Holmes und Dr. Watson – eine gemeinsame Wohnung in Paris bewohnt. Das Paar Dupin-Ich-Erzähler taucht noch in zwei weiteren Geschichten Poes auf – 1842 in Das Geheimnis der Marie Rogêt und ein letztes Mal 1844 in Der entwendete Brief. Fast 50 Jahre später dienten Dupin und sein Begleiter dem britischen Schriftsteller Arthur Conan Doyle als Vorlage für seine beiden Detektive Sherlock Holmes und Dr. Watson. In Conan Doyles 1887 erschienenem ersten Kriminalroman Eine Studie in Scharlachrot unterhalten sich Holmes und Watson sogar über Poes Dupin und dessen Begleiter.

### Im Werk von Agatha Christie
In einigen Werken der britischen Krimi-Autorin Agatha Christie, in denen der belgische Detektiv Hercule Poirot der Protagonist ist, wird dieser von dem britischen Captain Hastings begleitet. Hastings wird dabei durchgehend als gutmütig (bis naiv), aber gelegentlich auch als leicht begriffsstutzig dargestellt, wobei er sich allerdings immer als treuer Weggefährte Poirots erweist.
Eine andere Figur aus den Werken Christies, nämlich Miss Marple, die alleinstehende, ältere Dame und Protagonistin etlicher Romane, hatte in den Christie-Originalen nie einen Begleiter namens „Mr. Stringer“. Dieser taucht lediglich in den vier Verfilmungen aus den 1960er Jahren auf, in denen Margaret Rutherford „Miss Marple“ spielte. Rutherford war mit dem Schauspieler Stringer Davis verheiratet und bestand darauf, dass ihr Ehemann in der Rolle des „Mr. Stringer“ in die Drehbücher hineingeschrieben wurde.

## Beispiele
Standardmäßig ist die Tabelle alphabetisch nach den Namen der Hauptpersonen, bei Gleichheit chronologisch nach Ersterscheinung, sortiert. Sie kann aber auch beliebig umsortiert werden. Rot hinterlegte Zeilen stehen für fiktionale Werke.
| Werk / Sendung                                                          | Hauptperson (in Fernsehshows Moderator) | Sidekick (in Fernsehshows Co-Moderator) | Zeitraum (nur gemeinsame Auftritte) | Genre             |
| ----------------------------------------------------------------------- | --------------------------------------- | --------------------------------------- | ----------------------------------- | ----------------- |
| Rauchende Colts                                                         | Matt Dillon (James Arness)              | Festus Haggen (Ken Curtis)              | 1962–1975                           | Western           |
| Batman                                                                  | Batman                                  | Robin                                   | 1939–heute                          | Comic             |
| Der Herr der Ringe                                                      | Frodo Beutlin                           | Samweis Gamdschie                       | 1954–1955                           | Fantasy           |
| Tim und Struppi                                                         | Tim                                     | Kapitän Haddock                         | 1929–1983                           | Comic             |
| Asterix                                                                 | Asterix                                 | Obelix                                  | 1959–heute                          | Comic             |
| Late Night with Conan O’Brien The Tonight Show with Conan O'Brien Conan | Conan O'Brien                           | Andy Richter                            | 1993–2000 2009–2010 2010–2021       | Unterhaltungsshow |
| KiKA LIVE                                                               | Ben Blümel                              | Jörn Kamphuis                           | 2012–2013                           | Kinderfernsehen   |
| KiKA LIVE                                                               | Ben Blümel                              | Jana Skudelny                           | 2012–2013                           | Kinderfernsehen   |
| Neo Magazin Royale                                                      | Jan Böhmermann                          | William Cohn                            | 2013–2016                           | Satire            |
| Neo Magazin Royale                                                      | Jan Böhmermann                          | Ralf Kabelka                            | 2013–2019                           | Satire            |
| Glücksrad                                                               | Peter Bond                              | Maren Gilzer                            | 1988–1998                           | Gameshow          |
| Captain America                                                         | Captain America                         | James „Bucky“ Buchanan Barnes           | 1941–heute                          | Comic             |
| Am laufenden Band                                                       | Rudi Carrell                            | Heinz Eckner                            | 1974–1979                           | Gameshow          |
| Geh aufs Ganze!                                                         | Jörg Draeger                            | Daniel Boschmann                        | 2021                                | Gameshow          |
| Verstehen Sie Spaß?                                                     | Paola Felix                             | Karl Dall                               | 1983–2004                           | Unterhaltungsshow |
| Reise um die Erde in 80 Tagen                                           | Phileas Fogg                            | Passepartout                            | 1873                                | Abenteuerroman    |
| Olympia mit Waldi & Harry                                               | Waldemar Hartmann                       | Harald Schmidt                          | 2006–2008                           | Sportjournalismus |
| Circus HalliGalli                                                       | Joko und Klaas                          | Violetta Tarnowska Bronner              | 2013–2015                           | Unterhaltungsshow |
| Circus HalliGalli                                                       | Joko und Klaas                          | Palina Rojinski                         | 2013–2017                           | Unterhaltungsshow |
| Circus HalliGalli                                                       | Joko und Klaas                          | Olli Schulz                             | 2013–2017                           | Unterhaltungsshow |
| The Voice of Poland                                                     | Tomasz Kammel                           | Maciej Musiał                           | 2013–2020                           | Castingshow       |
| Musikantenstadl                                                         | Karl Moik                               | Hias                                    | 1981–1991                           | Unterhaltungsshow |
| Orientzyklus                                                            | Kara Ben Nemsi                          | Hadschi Halef Omar                      | 1881–1888                           | Eastern           |
| Null gewinnt                                                            | Dieter Nuhr                             | Ralph Caspers                           | 2012–2013                           | Gameshow          |
| Harry Potter                                                            | Harry Potter                            | Ron Weasley, Hermine Granger            | 1997–2016                           | Fantasy           |
| TV total                                                                | Stefan Raab                             | Elton                                   | 2001–2015                           | Satire            |
| Zum Blauen Bock                                                         | Heinz Schenk                            | Lia Wöhr                                | 1966–1987                           | Unterhaltungsshow |
| Zum Blauen Bock                                                         | Heinz Schenk                            | Reno Nonsens                            | 1978–1981                           | Unterhaltungsshow |
| Schmidteinander                                                         | Harald Schmidt                          | Herbert Feuerstein                      | 1990–1994                           | Satire            |
| Die Harald Schmidt Show                                                 | Harald Schmidt                          | Manuel Andrack                          | 2000–2007                           | Unterhaltungsshow |
| Aspekte                                                                 | Walther Schmieding                      | Wolfgang Ebert                          | 1976–1977                           | Kulturmagazin     |
| Die Florian Schroeder Satire Show                                       | Florian Schroeder                       | Nils Holst                              | 2016–2021                           | Satire            |
| Die Florian Schroeder Satire Show                                       | Florian Schroeder                       | Laura Karasek                           | 2021–heute                          | Satire            |
| Karl Mays Wild-West-Romane                                              | Old Shatterhand                         | Sam Hawkens                             | 1880–1910                           | Western           |
| Das Philosophische Quartett                                             | Peter Sloterdijk                        | Rüdiger Safranski                       | 2002–2012                           | Talkshow          |
| Stratmann wandert                                                       | Ludger Stratmann                        | Sabine Heinrich                         | 2011–2013                           | Reality-TV        |
| Ringlstetter                                                            | Hannes Ringlstetter                     | Carolin Matzko                          | 2016–heute                          | Unterhaltungsshow |
| Murmel Mania                                                            | Chris Tall                              | Frank Buschmann                         | 2021                                | Gameshow          |

## In Rundfunk, Film und Fernsehen

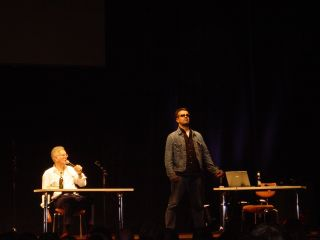
Harald Schmidt und Manuel Andrack

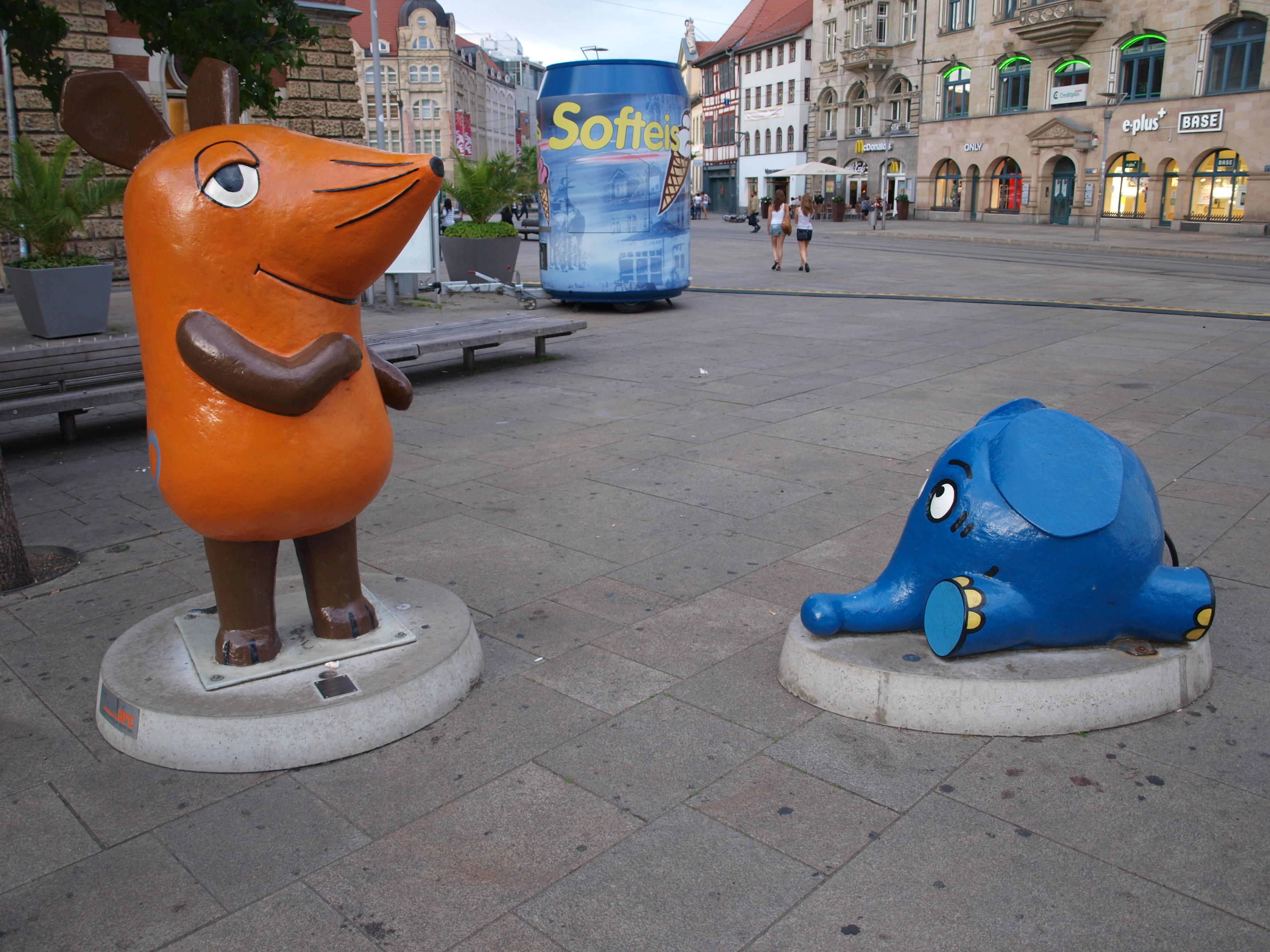
Seit 1975 ein Paar: Maus und Elefant

Ein Klassiker des Sidekicks ist Robin Quivers in Howard Sterns Satiresendung im New Yorker Privatfunk. Quivers spielte seit 1981 den Sidekick in der Show. Als Kontrast zum bissigen, sexistischen Moderator und dessen schnellem Redefluss war sie leise, lachte viel und äußerte sich nie sarkastisch. Sie wurde im Lauf der Jahre Sympathieträgerin der morgendlichen Radioshow.
Im Film werden jene Nebendarsteller als Sidekick bezeichnet, deren Charaktere darauf angelegt sind, dem Zuschauer zu gefallen. Zumeist sind diese Nebendarsteller im Film auch für die Komik verantwortlich. Der Sidekick ist außerdem dafür prädestiniert, während des Films effektvoll zu sterben, vor allem im klassischen Western. In den 1930er Jahren erhielten die Abenteuerfilme von Errol Flynn durch dessen Sidekick Alan Hale ihre komische Note.
Im Fernsehen bezeichnet Sidekick einen Ansprechpartner oder Gehilfen des Moderators, der aktiv in den Ablauf eingebunden ist und mit dem sich das Publikum persönlich identifizieren soll.
Einige TV-Serien nennen (oft sogar innerhalb der fiktiven Welt) den Sidekick das „Anhängsel“ des Helden.
Insbesondere in Kinder- und Animationsfilmen können Sidekicks auch Tiere oder zum Leben erweckte Gegenstände sein, eine Tradition, die schon auf Märchen wie die von Hans Christian Andersen zurückgeht. Bekannte Beispiele wären der Hamster Krümel bei Nils Holgersson, die Ente Gina bei Pinocchio und Willi bei Biene Maja, die den literarischen Vorlagen nicht bekannt sind. Ebenso der blaue Elefant bei der Sendung mit der Maus der seit 1975 die Maus begleitet.

## In der Rock- und Pop-Musik
Als Sidekick (oder auch als Sideman) bezeichnet wird ein Musiker, der entweder als Komponist und/oder Texter bekannte Titel geschaffen hat, die ein bekannter Sänger quasi als „sein eigenes“ Lied darbietet (meist ohne darauf zu verweisen, von wem der Song stammt). Mitunter ist er auch noch als Musiker der Begleitband bei Konzerten des Stars dabei.